# École européenne d'ingénieurs en génie des matériaux
 (août 2025).
L’école européenne d’ingénieurs en génie des matériaux est l'une des 204 écoles d'ingénieurs françaises accréditées au 1er septembre 2020 à délivrer un diplôme d'ingénieur.
Créée en 1991, en plein cœur de Nancy, en Lorraine, l'EEIGM est une composante du Collegium Lorraine INP de l’Université de Lorraine.
L’EEIGM fait aussi partie d’un consortium d’universités européennes dans lesquelles les étudiants seront amenés à étudier.

## Historique
Le programme[pas clair] EEIGM a été créé en 1991 par les départements « matériaux » de trois grandes universités européennes :
- UL :  Université de Lorraine (Collégium Lorraine INP), Nancy, France ;
- UPC : Universitat Polytecnica de Catalunya / ETSEIB, Barcelona, Espagne ;
- UdS : Universität des Saarlandes, Saarbrücken, Allemagne.

En 1993, une université suédoise rejoint le consortium[pas clair] :
- LTU : Luleå Tekniska Universitet.

L'Université polytechnique de Valence rejoint le consortium en 2009 :
- UPV : Universidad Politécnica de Valencia, ETSII, Espagne.

En 2018-2019, une université belge rejoint le consortium :
- ULB : Université Libre de Bruxelles, Belgique.

Depuis 2013, il est également possible d’effectuer une formation d’ingénieurs par apprentissage au sein de l’EEIGM après le niveau Bac+2.

## Formation

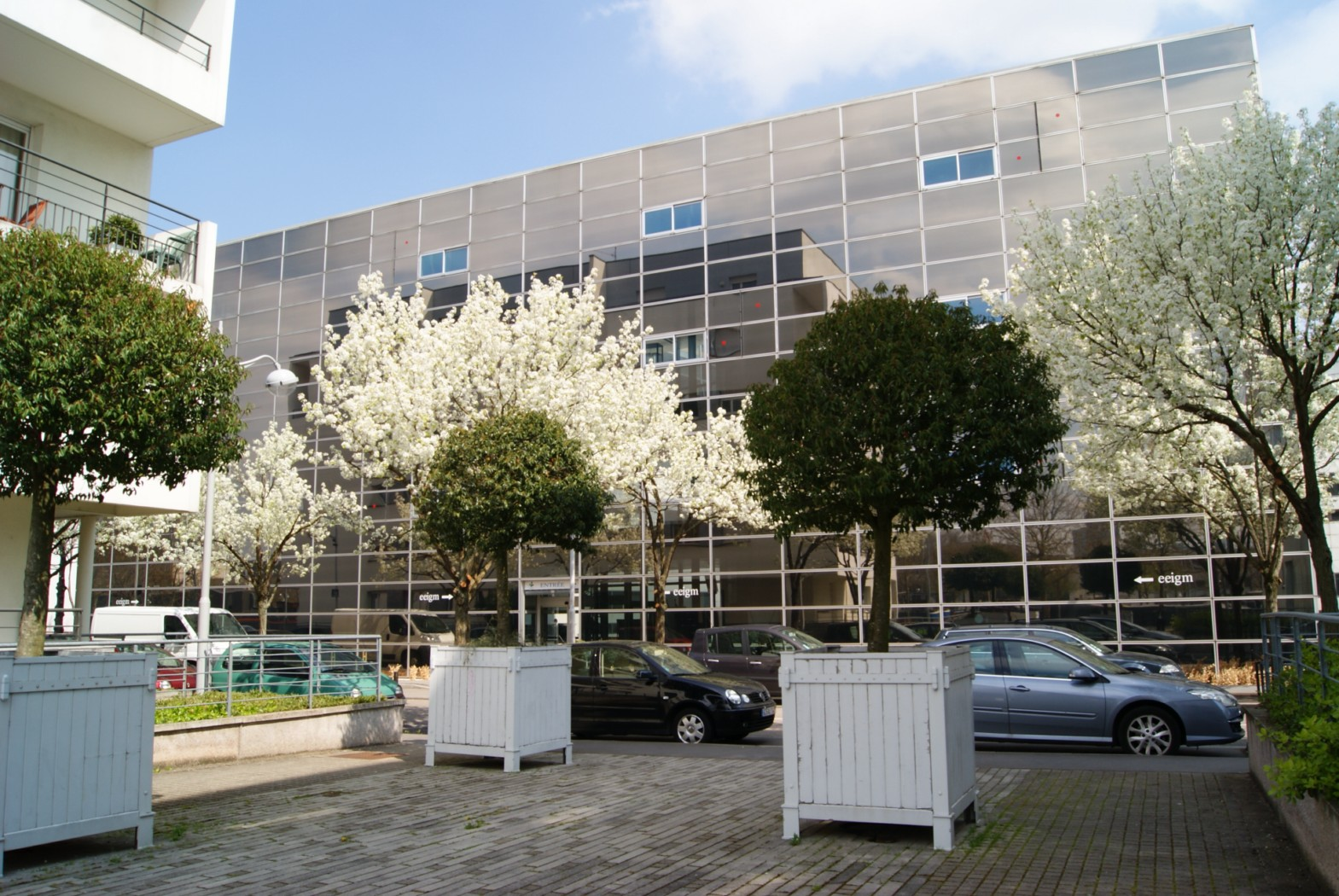
Bâtiment de l'EEIGM au printemps.

La formation dure cinq ans, l’admission en première année se fait via le concours national du Geipi Polytech ouvert aux bacheliers scientifiques et aux étudiants de bac+1. Le cursus ingénieur se décline selon deux filières :
- une filière classique dans le prolongement des deux premières années, accessible également via le concours commun des instituts nationaux polytechniques (filières MP, PC, PSI) avec oraux spécifiques, la Prépa des INP ou en admission sur dossier après DUT, CPGE ATS, DUETI ou Licence 3;
- une filière par apprentissage accessible sur dossier puis épreuves orales spécifiques pour des étudiants de bac+2.

Ces filières délivrent le même diplôme.
Le cycle ingénieur classique (trois ans) est composé de trois semestres à Nancy, puis au moins deux des trois semestres suivants se déroulent dans les pays des universités partenaires. Les universités partenaires sont:
- Université de Lorraine, France
- Universitat Politècnica de Catalunya, Espagne
- Université de la Sarre, Allemagne
- Université de Technologie de Luleå, Suède
- Université polytechnique de Valence, Espagne
- Université Libre de Bruxelles, Belgique
- Université de Leoben, Autriche

Des accords[évasif] existent également avec:
- L'Université de technologie de Kyūshū au Japon
- L’Université de Caxias Do Sul et l'École Polytechnique de Sao Paulo au Brésil
- L'École nationale supérieure des mines de Rabat et l'Université Cadi Ayyad au Maroc

Les élèves effectuant trois semestres dans le même pays étranger peuvent obtenir un double diplôme.
Les disciplines suivantes sont enseignées à l'EEIGM: Sciences fondamentales (mathématiques, physique, mécanique, chimie et informatique), langues (anglais, allemand, espagnol, et français pour les étudiants internationaux), science et génie des matériaux (élaboration, propriétés, recyclage), sciences de l'entreprise (management, qualité, gestion de projet, gestion financière, projet métier). Elles permettent de mener à bien la recherche, la mise au point, l'élaboration, la caractérisation et le contrôle des matériaux traditionnels et nouveaux, leur recyclage et traitement de fin de vie.
En partenariat avec l'Institut d'administration des entreprises (IAE) de Nancy, l'EEIGM propose aux étudiants un double diplôme ingénieur EEIGM / Master Management et Administration des Entreprises et Master Entrepreneuriat et Développement des Activités.
Depuis 2016, il est également possible[Comment ?] pour les étudiants d'effectuer un double diplôme ingénieur EEIGM/Master Gestion de Projet avec L’Université du Québec à Chicoutimi (UQAC)[réf. souhaitée].

## Spécialités
Pour le premier semestre de 4e année, les étudiants ont le choix entre trois options de spécialisation:
- matériaux pour la santé,
- matériaux pour l'énergie,
- matériaux pour les mobilités.

Pour le second semestre de 4e année, lorsque les étudiants partent dans les universités partenaires, ils sont libres de choisir leur spécialisation, du moment qu’ils obtiennent les crédits ECTS nécessaires à la validation de l'année universitaire[réf. souhaitée].

## Ouverture à l'international
Avec ses nombreux partenariats, l’EEIGM possède une grande ouverture vers l’international. Durant leur formation, les étudiants auront passé plus d’un an à l’international[passage promotionnel].
Trois langues étrangères obligatoires sont enseignées à l'ensemble des étudiants à savoir l'anglais, l'allemand, l'espagnol, ainsi que le français pour les étudiants étrangers. Tous les étudiants effectuent plusieurs stages à l'international pendant les vacances d'été, notamment un stage en pays anglophone et un stage en pays hispanophone ou germanophone[réf. souhaitée].
L'obtention de deux certificats (dont l'anglais obligatoire) sanctionnant le niveau de maîtrise des langues de niveau B2 minimum (First Certificate in English, Goethe Zertfikat B2), Diploma de Espanol como Lengua Extranjera) est nécessaire à l'obtention du diplôme d'ingénieur de l'école.
Ensuite, les étudiants sont amenés à partir un semestre dans une des universités partenaires en 4e année[réf. souhaitée].
En 5e année, les élèves effectuent un stage recherche de six mois dans l'une des universités (à Nancy ou à l'étranger) puis un stage industriel de six mois. L'un des deux doit se faire obligatoirement hors de France[réf. souhaitée].
Enfin, l’EEIGM possède plusieurs partenaires industriels avec qui les liens sont particulièrement étroits car ils sélectionnent chacun 10 % de la promotion de 5e année pour un an de stage qui se substitue à la 5e année classique[réf. nécessaire]. Ces partenaires sont l’Agence Spatiale Européenne (ESA) à Cologne (en Allemagne), Airbus à Brème (en Allemagne), Ceratizit, l'Institut de Soudure, l'IRT M2P, Riva SpA et ABS.
[pertinence contestée]Selon le classement le site letudiant.fr 2024 des écoles d'ingénieurs, l'EEIGM est 1re pour son ouverture internationale des écoles en 5 ans. Un résultat identique se retrouve avec le classement de la revue L'Usine Nouvelle de la même année.

## Parrainage
Depuis 1996 (première promotion), chaque promotion a un (ou plusieurs) parrains.
| Promotion | Parrain(s)                                                                     | Activité |
| --------- | ------------------------------------------------------------------------------ | --- |
| 2023      | Fabrice Wavelet                                                                | Directeur Technique Adjoint de Ferry-Capitain |
| 2022      | Abdelkrim Chehaibou                                                            | Directeur général de l'Institut de Soudure |
| 2021      | Lennart Wallström                                                              | Ancien dirigeant du Département en Science des Matériaux de l'Université de technologie de Luleå                                                         |
| 2020      | Arnaud Villemiane                                                              | Directeur Général d'ALPHATEST et ingénieur EEIGM |
| 2019      | Sofia Sauvageot-Börgesson                                                      | Ingénieure EEIGM (promotion de 1999), 1ère Vice-présidente, Global Account Executive & Industry Network Leader Utilities, ABB                            |
| 2018      | Frédéric Thrum                                                                 | Président de Fives Cryogenics Energy |
| 2017      | Valérie Lamacq                                                                 | General Electric (GE) - Executive plant manager |
| 2016      | Thierry Merlot                                                                 | Président d'Hexcel Composites |
| 2015      | Sylvain Allano                                                                 | Directeur Scientifique et Technologies Futures, PSA Peugeot Citroën                                                                                      |
| 2014      | Stéphane Vitrac (Promotion EEIGM 1997)                                         | Directeur du Centre d'Excellence Industrielle Actionneurs, Sagem Défense Sécurité, Groupe Safran                                                         |
| 2013      | Jean-Stéphane Didier                                                           | Directeur Général Adjoint, Thomas Vale Construction, Bouygues UK Company                                                                                 |
| 2012      | Pascale Fournier                                                               | Head of Integrator program and industrialization for materials and processes, Airbus                                                                     |
| 2011      | Michel Gantois Gérard Metauer Torbjörn Hedberg Alain Degiovanni Jean Steinmetz | Fondateur de l’EEIGM Administrateur Provisoire de l’EEIGM en 1991 Directeur de l’EEIGM en 1994 Directeur de l’EEIGM en 1998 Directeur de l’EEIGM en 2003 |
| 2010      | Greg Ludovsky                                                                  | Vice Président Global R&D, ArcelorMittal |
| 2009      | Ernest Totino                                                                  | Président du Directoire, MERSEN |
| 2008      | François Dujardin                                                              | PDG, Saint-Gobain Desjonquières |
| 2007      | Clemens Bockenheimer                                                           | Airbus Materials & Processes |
| 2006      | Claude Imauven                                                                 | Directeur Général Adjoint de Saint-Gobain |
| 2005      | Michel Gantois                                                                 | Fondateur de l’EEIGM, ancien Président de l’INPL |
| 2004      | Gérard Lotzer                                                                  | Directeur, Cristalleries de Baccarat |
| 2003      | Serge Dassault                                                                 | Directeur, Dassault Aviation |
| 2002      | Catherine Langlais                                                             | Directeur, Saint-Gobain Recherche |
| 2001      | Olivier Gronier                                                                | Directeur du Réseau de ventes, EDF |
| 2000      | Philippe Boulanger                                                             | Physicien, directeur et fondateur de la rédaction Pour la Science                                                                                        |
| 1999      | Jean Daum                                                                      | Directeur administration générale holding, Usinor |
| 1998      | Leïf Johansson                                                                 | Directeur Général, Electrolux |
| 1997      | Pierre-Gilles de Gennes                                                        | Physicien, Prix Nobel de physique 1991 |
| 1996      | Patrick Baudry                                                                 | Astronaute français |

## Anciens élèves
Matthias Maurer, astronaute allemand, est un ancien élève de l'EEIGM.

## Vie à l'école

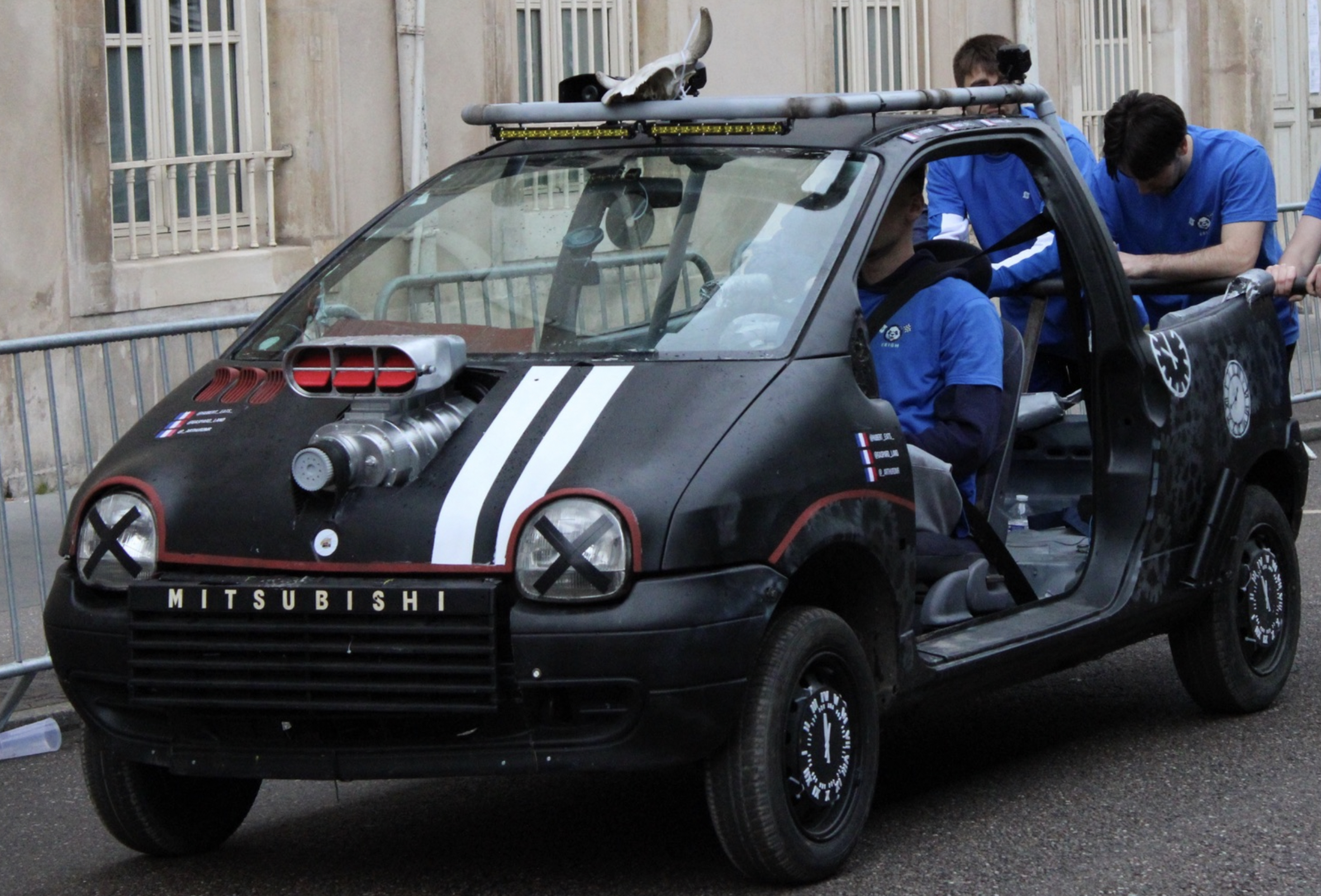
Char de l'EEIGM aux 24h de Stan 2024

L'école soutient depuis 2006 une Junior-Entreprise, EEIGM Études et Services. Cette dernière propose des services en choix des matériaux, études statistiques, études bibliographiques, traductions techniques et caractérisations de matériaux et met en lien des entreprises ou particuliers extérieurs avec des étudiants de l'école, responsables de la réalisation des études[source secondaire nécessaire].